# Regina Todorenko
Regina Petrivna Todorenko (ukrán írással: Регіна Петрівна Тодоренко; Odessza, 1990. június 14. –) ukrán énekesnő, zeneszerző és műsorvezető.

## Kislemezek
- Heart's Beating (2015)
- Ты мне нужен (2015)
- Мама (2016)

## Külső hivatkozások
- Hivatalos honlapja